# Ketchupeffekt
Med ketchupeffekt menas att det först inte kommer någonting, sedan väldigt mycket.
Exempel:
I tredje perioden i en ishockeymatch står det fortfarande 0–0. Med 3 minuter kvar gör det ena laget 1–0, varpå deras spelare vaknar till och gör ytterligare 3 mål.
Effekten uppfattas som såpass vanlig, möjligen som en effekt av observatörsmetodfel (observer bias), att den ibland skämtsamt kallas för Universums femte fundamentala växelverkan, jämte gravitation, elektromagnetism, stark kärnkraft och svag kärnkraft.
Uttrycket kommer av hur det kunde gå förr med ketchupflaskor av glas; när det väl kom någon ketchup ur flaskan kom det alldeles för mycket och för fort. Denna egenskap hos ketchup beror på att viskositeten är omvänt beroende av flödeshastigheten, så att skakningar av glasflaskan för att få ut någon ketchup minskade viskositeten och därför gjorde att ketchupen plötsligt började flöda ymnigt. Se icke-newtonsk fluid.
Uttrycket "ketchupeffekt" är belagt i svenska språket sedan 1974.